# Kostel Nanebevzetí Panny Marie (Osice)
Kostel Nanebevzetí Panny Marie v Osicích se nalézá na nejvyšším místě vesnice Osice v okrese Hradec Králové. Původně gotický kostel tvoří významnou dominantu vesnice a celého jejího okolí. Kostel je spolu s přilehlým hřbitovem a ohradní zdí chráněn jako kulturní památka. Národní památkový ústav tento kostel uvádí v katalogu památek pod rejstříkovým číslem ÚSKP 41217/6-678.

## Historie kostela
První písemná zmínka o kostele pochází z roku 1350, kdy měl vlastního faráře. Dnešní stavba vznikla zřejmě před rokem 1400. V 16. století byl podobojí, v 17. století luteránský. Po bitvě na Bílé hoře dostali jej minorité z Pardubic. Kostel byl barokně přestavěn v roce 1701, z původního gotického kostela byl zachován presbytář, zdivo lodi a věže. 

## Popis kostela
Kostel je zevně členěný pilastry a půlkruhově uzavřenými okny, je zděný, orientovaný k jihovýchodu, loď je barokní, 21,20 m dlouhá a 8,60 m široká, zaklenutá třemi poli valené klenby s lunetami. Presbytář je 8,40 m dlouhý a 5,75 m široký, zaklenutý polem křížové žebrové klenby. Sakristie je nejstarší částí kostela, má valenou klenbu, je 4,90 m dlouhá a 3,75 m široká. Má románská okénka, gotické dveře vysoké 2,40 m a široké 1 m.

## Vybavení kostela
Hlavní novorenesanční oltář pochází z 19. století. Oltářní obraz Nanebevzetí Panny Marie od malíře Antonína Mühla z Nové Paky je z roku 1885, o rozměrech 3 x 2 m. Na oltáři se nalézá šest barokních cínových svícnů, 50 cm vysokých.
Vlevo od oltáře se nalézá barokní kazatelna s baldachýnem a barokovou slunečnicí pocházející z 18. století. 
Na levé straně kostelní lodi se nalézá postranní oltář Panny Marie se soškou Panny Marie umístěné v barokní skříňce. Soška byla prý zachráněna roku 1421 z opatovického kláštera. Soška o rozměrech 0,95 x 0,40 m  má zlatou korunu posázenou drahokamy a  stříbrné žezlo. Vpravo na oltáři je umístěna socha sv. Jana, vlevo socha sv. Matouše. Sochy jsou pozlacené a mají rozměry  1,20 x 0,60 m.
Další postranní oltář sv. Jana Nepomuckého se sochou světce pochází z 18. století. Oltář má skvostný barokní rám. Po jeho stranách se nachází vlevo socha sv. Václava a vpravo socha sv. Ludmily, o rozměrech  1,0 x 0,45 m.
Napravo v kostelní lodi se nalézá oltář sv. Rodiny z konce 18. století o rozměrech 1,10 x 0,80 m s barokním rámem. Na oltáři vlevo je umístěna socha sv. Jana Křtitele, vpravo sv. Jáchyma. Barokní sochy jsou pozlacené o rozměrech 1,20 x 0,80 m. Nad oltářním obrazem se nalézá zlacený reliéf Navštívení Panny Marie o rozměrech 1,0 x 0,80 m. 
Obrazy křížové cesty pocházejí z 1. poloviny 19. století a mají rozměry 1,10 x 0,80 m.
Cínová křtitelnice pochází z roku 1870.
Zábradlí kostelního kůru je barokní a pochází z roku 1759. Bohatě vyřezávané zábradlí je dílem řezbářského mistra Jenšovského z Hradce Králové.
Varhany pro kostel postavil roku 1902 Jan Tuček (1842-1913), varhanář z Kutné Hory. 
Čtyřhranná kostelní cihlová věž byla přestavěná roku 1701 a je zakončena bání s křížem. Původní kostelní báň byla v roce 1929 sražena vichřicí a následně byla nahrazena současnou bání s pozměněným tvarem. 
Ve věži se nalézají dva zvony :
- Starší pochází z roku 1478. Má průměr 93 cm, výšku 75 cm, hmotnost 437 kg a je zdobený osmihranným reliéfem, představujícím Madonnu s děťátkem od neznámého mistra. Kolem je nápis: Hoc opus est ad laudem et honorem Dei faktum et Mariae Virginis, Anno Domini 1478.
- Druhý zvon má průměr 110 cm na dolním okraji, výšku 81 cm, hmotnost 694 kg a byl ulit Divišem Hlaváčkem, zvonařem v Hradci Králové roku 1538. Na zvonu je nápis gotickým písmem: Tento zvon jest ulit ke cti a chvále Pánu Bohu a všem svatým léta Páně tisícího pětistého třicátého osmého ode mne Diviše Hlaváčka, zvonaře v Hradci Králové nad Labem.

Kolem kostela se nalézá hřbitov ohrazený zdí. Na hřbitově stojí barokní márnice, ve které je umístěn obraz Nanebevzetí Panny Marie. 
Na severní straně hřbitova se nalézá pomník (železný kříž v pískovcovém podstavci) českých skladatelů Dominika a Jana Nepomuka Škroupa. Dominik je otcem skladatele české národní hymny Františka Škroupa. Ve zdi hřbitova je zazděn starý pískovcový portál.

## Galerie

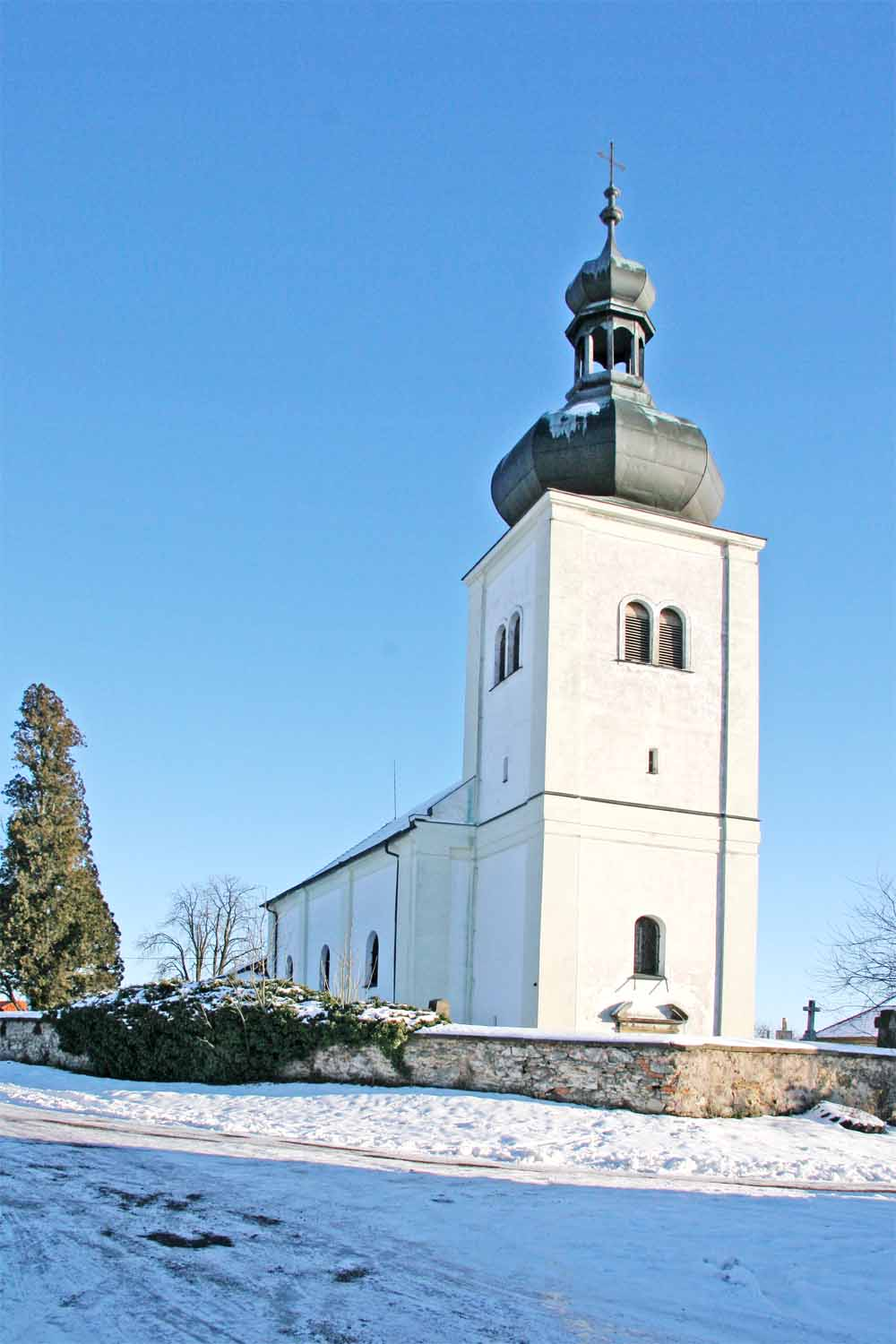
pohledy na kostel Nanebevzetí Panny Marie v Osicích
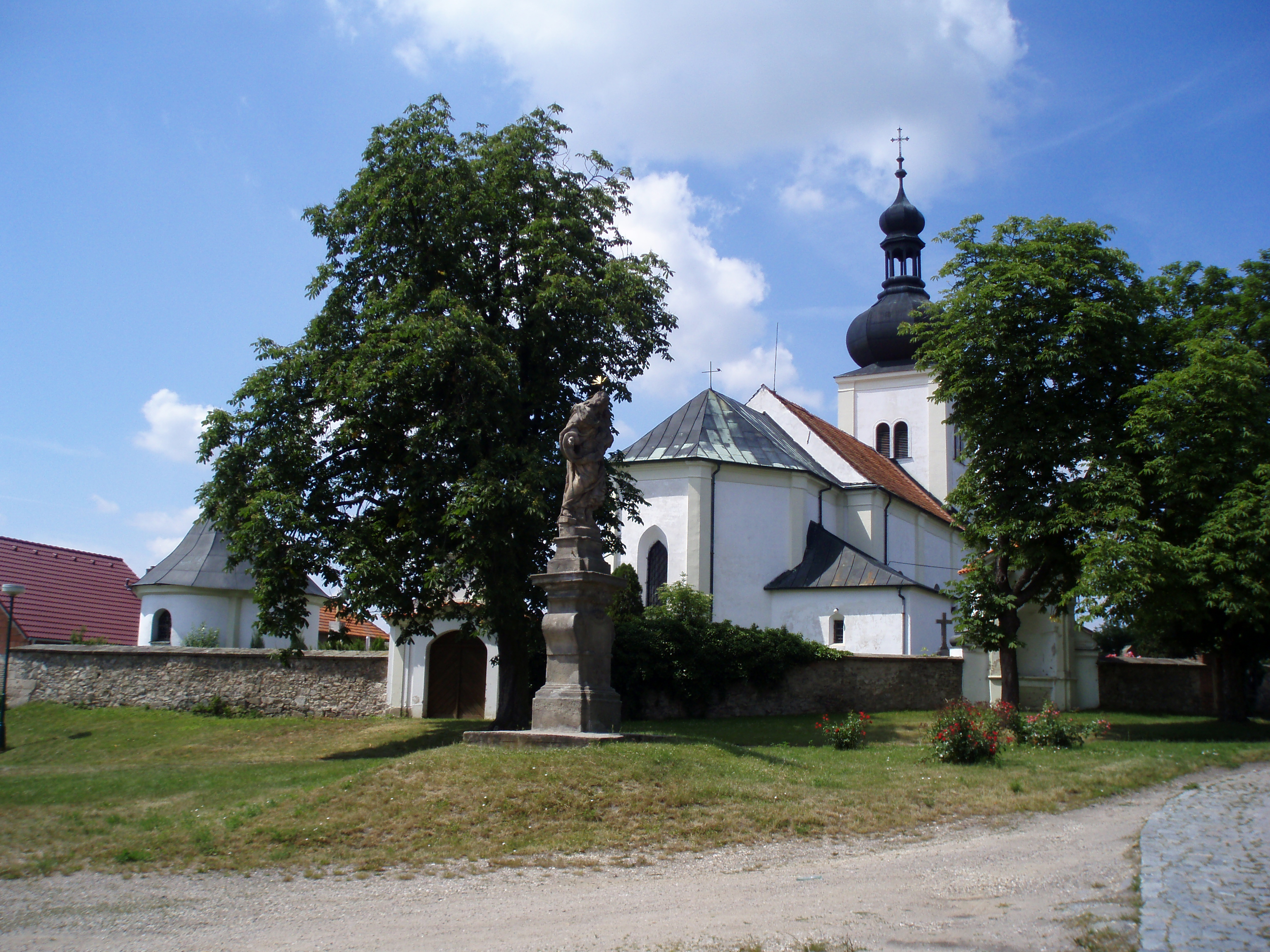
pohledy na kostel Nanebevzetí Panny Marie v Osicích
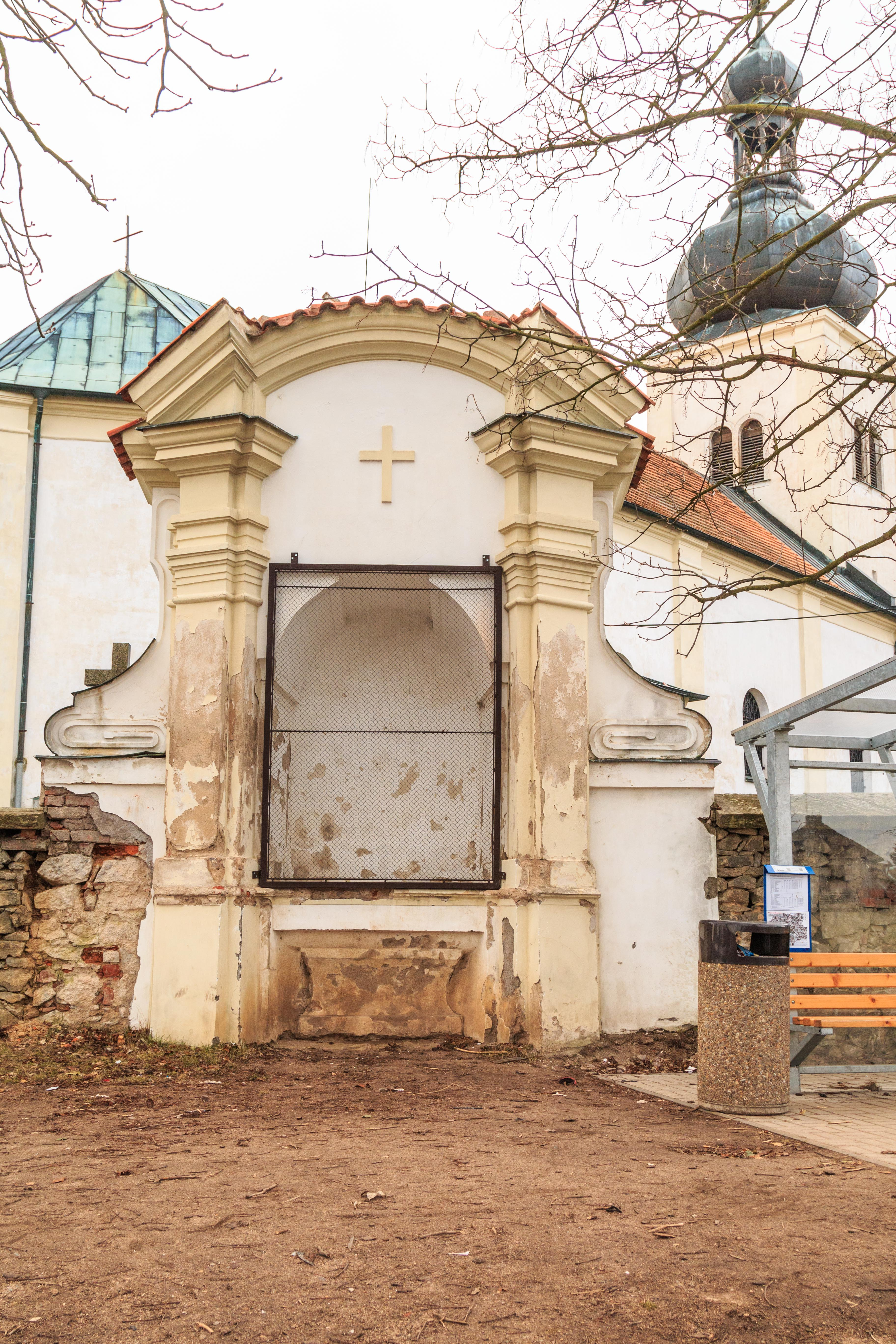
Kostel Nanebevzetí Panny Marie (Osice) – výklenková kaple ve zdi
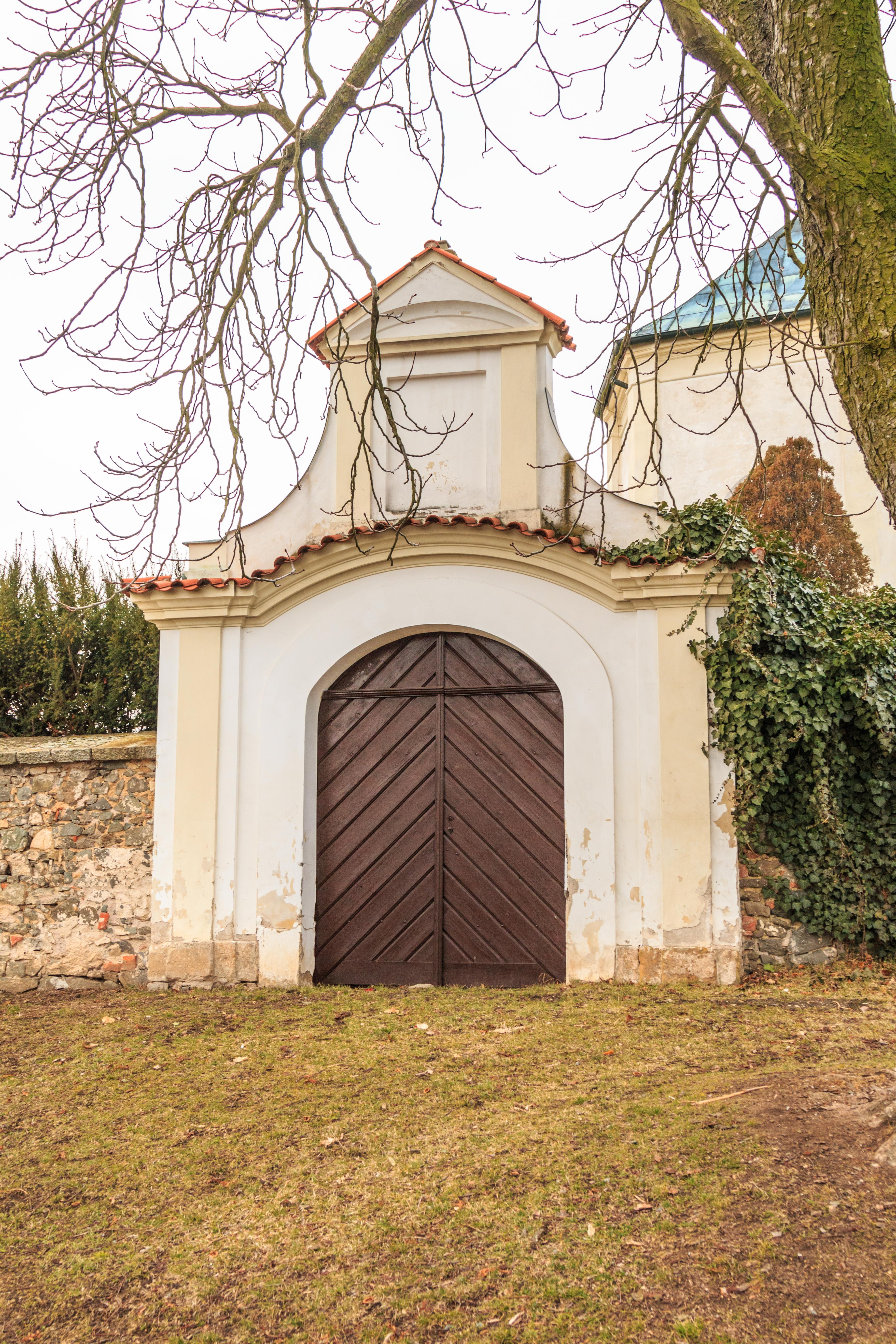
Kostel Nanebevzetí Panny Marie (Osice) – vchod na hřbitov